# Arnaldo Faustini
Pour les articles homonymes, voir Faustini.
Arnaldo Faustini, né le 13 novembre 1872 à Rome et mort le 7 octobre 1944 à San Rafael en Californie, est un  géographe, cartographe et écrivain italien spécialisé dans l'étude des pôles géographiques de la terre, le pôle Nord et le pôle Sud.

## Biographie
Arnaldo Faustini connaissait personnellement les membres de l'expédition antarctique belge de 1897, notamment les explorateurs Adrien de Gerlache de Gomery, Frederick Cook, Roald Amundsen et Ernest Shackleton. Arnaldo Faustini traduisit en italien le récit descriptif d'Adrien de Gerlache rédigé en français. En remerciement, Adrien de Gerlache lui offrit le pavillon du navire de l'expédition le Belgica.
En 1915, l'explorateur polaire américain Adolphus Greely l'invita aux États-Unis pour une tournée de conférences. Durant cette tournée, il rencontra sa future épouse à l'université Columbia. 
En 1918, en tant que géographe, il étudia la géomorphologie et s'intéressa particulièrement aux arches naturelles à travers le monde (France, Algérie, Liban, Canada et États-Unis) qu'il rédigea dans un manuscrit, non publié, intitulé "Catalogo di Ponti Descrittivo ed Archi Naturali" (Catalogue descriptif des ponts et arches naturelles) qu'il considéra comme être son œuvre majeure de cartographe. Il rédigea également d'autres ouvrages spécialisés qui furent édités.

## Ouvrages
- 1902 : Una questione artica
- 1908 : Altre osservazioni sulle "Appearances of land" nella zona polare antartica
- 1908 : Le Terre Polari. Sguardo generale alla loro storia e geografia dai tempi più lontani ad oggi (avec 176 illustrations et 2 cartes en couleurs)
- 1909 : Cook e Peary
- 1912 : Luigi Amedeo di Savoia, duca degli Abruzzi (avec 4 cartes)
- 1912 : Gli Eschimesi. La razza: gli usi e i costumi: folklore (« Les Esquimaux » avec 14 illustrations)
- 1920 : Gli Esploratori. ("Les explorateurs" avec 58 illustrations et 6 cartes)
- 1923 : Le memorie dell'Ingegnere Andrée (livre consacré à l'explorateur polaire Salomon August Andrée (1854–1897))

## Hommages
- En 1994, l'union astronomique internationale a donné le nom de Faustini à un cratère lunaire.
- Une salle du musée polaire de Fermo en Italie porte son nom.